# Cakile edentula
Cakile edentula là một loài thực vật có hoa trong họ Cải. Loài này được (Bigelow) Hook. mô tả khoa học đầu tiên năm 1830.